# 干菓子
干菓子（ひがし）または乾菓子（ひがし）は、水分の少ない乾燥した和菓子の総称。
生菓子に対して付けられた名前であり、生菓子とは違って長期保存が可能という特徴がある。

## 概要
定義に従えば、落雁や雲平、有平糖、煎餅、八ツ橋などが含まれる（下に主なものを列挙）。
ただし一般的には、干菓子という用語から煎餅や八ツ橋などが想起されることは少ない。落雁や和三盆など、粉状の材料（砂糖や麦粉など）を成型して作る和菓子を総称することもある。
一般に水分含有率が10パーセント以下のものが多く、保存がきくのが特徴。
供物や茶の湯、冠婚葬祭用として発達し、打物菓子や雲平細工、有平細工など、さまざまな技巧が施されるようになった。普段は懐中に入れ、口寂しい時に食べる菓子としても親しまれてきた。

## 干菓子の種類
製法の違いにより、以下の6種類に大別される。
有平糖（あるへいとう）
金華糖、金平糖などがある。
雲平（うんぺい）
運平とも表記する。砂糖にみじん粉を混ぜてごく少量の湯でまとめたもの。やまいもを添加する場合もある。
おこし
穀類を蒸して乾燥後、炒ったものに、ごま、豆、クルミ、落花生、のりなどを加えた水あめにまぜ、砂糖をまぶしたもの。
打ち物（うちもの）
打ち菓子ともいう。日本独特の菓子で、代表的なものに落雁や塩釜、和三盆がある。和三盆は落雁状に成型した物で茶菓に用いられる。
焼き物（やきもの）の一部
焼き物とは焼くことで風味を良くした菓子の総称で、干菓子の代表的な例では煎餅や 八ツ橋、きんつば、どらやきがある。
種物（たねもの）の一部
もち米からなる生地を薄く成型して焼いた菓子。焼き物と一部重複する。